# Hrabstwo Frio

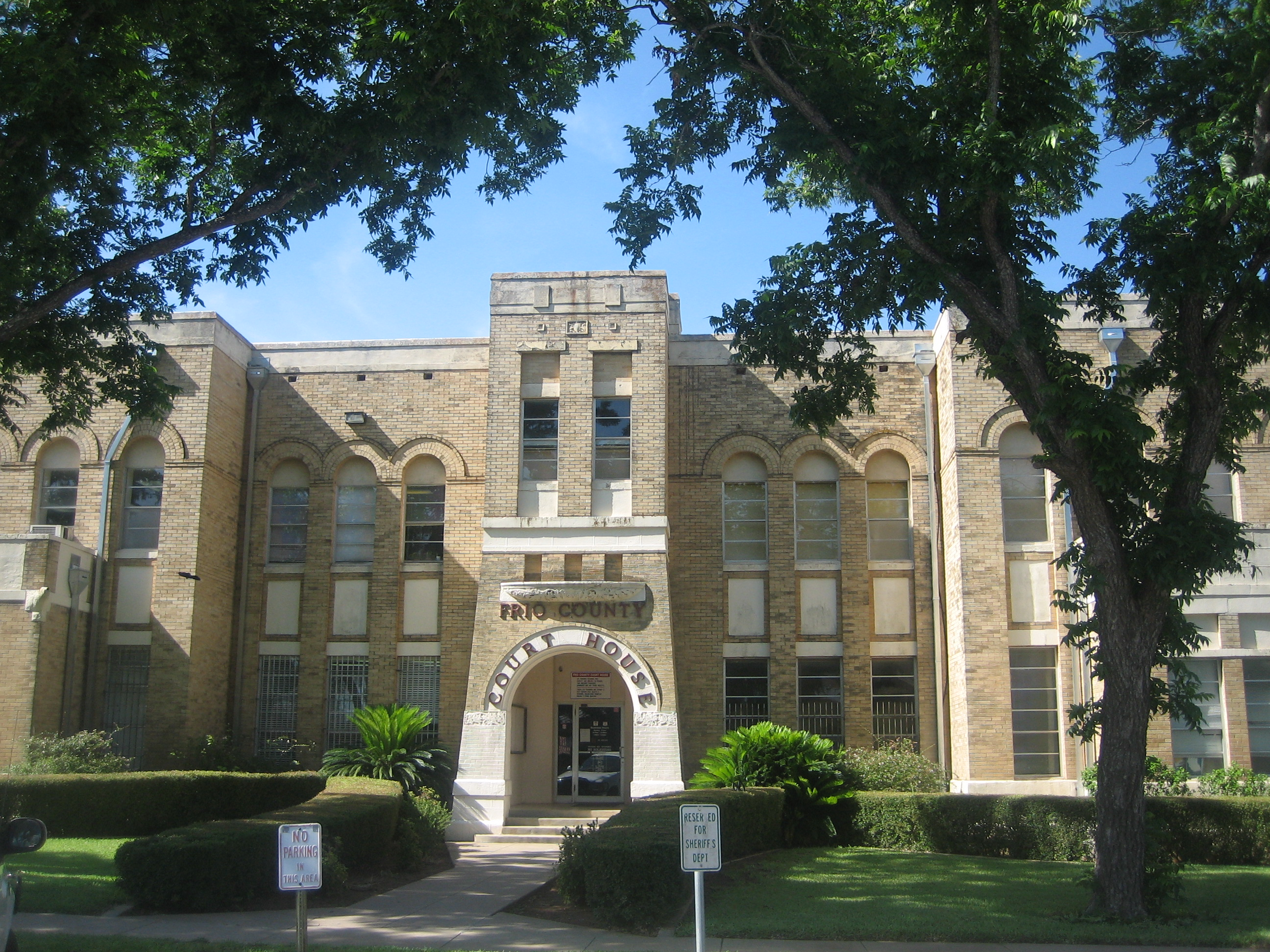
Budynek sądu w Pearsall

Hrabstwo Frio – hrabstwo położone w południowym Teksasie w Stanach Zjednoczonych. Według szacunków z 2024 roku populacja wynosiła 19,5 tys. mieszkańców. Głównym ośrodkiem miejskim i siedzibą hrabstwa jest Pearsall (skupia połowę mieszkańców hrabstwa). Hrabstwo leży w sąsiedztwie aglomeracji San Atonio-New Braunfels. Jego nazwa pochodzi od rzeki Frio, która przepływa przez ten obszar.

## Sąsiednie hrabstwa
- Hrabstwo Medina (północ)
- Hrabstwo Atascosa (wschód)
- Hrabstwo McMullen (południowy wschód)
- Hrabstwo La Salle (południe)
- Hrabstwo Dimmit (południowy zachód)
- Hrabstwo Zavala (zachód)
- Hrabstwo Uvalde (północny zachód)

## Gospodarka
Gospodarka hrabstwa Frio opiera się głównie na rolnictwie oraz przemyśle naftowym i gazowym. Hrabstwo Frio znajduje się w centrum regionu "Winter Garden Region" w południowym Teksasie – obszaru słynącego z całorocznego zbioru warzyw, możliwego dzięki intensywnym systemom irygacyjnym. W rolnictwie dominują takie warzywa jak cebula, arbuz, szpinak i ogórki, a także uprawy kukurydzy, bawełny, siana i orzeszków ziemnych. Ważną rolę odgrywa również szkółkarstwo i akwakultura. 
Od początków XXI wieku sektor wydobycia ropy naftowej i gazu ziemnego, zwłaszcza w ramach formacji łupkowej Eagle Ford Shale, stał się kluczowym elementem lokalnej gospodarki, generując miejsca pracy i dochody.
Rozwija się również turystyka łowiecka ze względu na bogate zasoby dzikiej zwierzyny. Hrabstwo Frio, z jego rozległymi ranczami i tradycjami łowieckimi, jest znaczącym ośrodkiem branży zwierząt egzotycznych. Istnieją tu duże obiekty, takie jak G2 Ranch, Elm Creek Ranch czy Wilson Whitetail & Wingshooting Ranch, które zajmują się hodowlą i polowaniami na szeroką gamę gatunków egzotycznych.

## Demografia
| Dane historyczne                   | Dane historyczne | Dane historyczne |
| Rok                                | Ludność          | Zm., %           |
| ---------------------------------- | ---------------- | ---------------- |
| 1900                               | 4200             | –                |
| 1910                               | 8895             | 111,8%           |
| 1920                               | 9296             | 4,5%             |
| 1930                               | 9411             | 1,2%             |
| 1940                               | 9207             | −2,2%            |
| 1950                               | 10 357           | 12,5%            |
| 1960                               | 10 112           | −2,4%            |
| 1970                               | 11 159           | 10,4%            |
| 1980                               | 13 785           | 23,5%            |
| 1990                               | 13 472           | −2,3%            |
| 2000                               | 16 252           | 20,6%            |
| 2010                               | 17 217           | 5,9%             |
| 2020                               | 18 385           | 6,8%             |
| Hrabstwa w stanie Teksas 1900-1990 |                  |                  |

Piramida wieku hrabstwa

Populacja hrabstwa Frio wykazuje ciągły wzrost, osiągając według najnowszych szacunków (na 1 lipca 2024 r.) 19 520 mieszkańców, co stanowi wzrost o 6,1% od spisu w 2020 roku. Kobiety stanowią 42% populacji. 
Skład etniczny i rasowy jest silnie zdominowany przez osoby pochodzenia latynoskiego (Hispanic or Latino), które w 2023 roku stanowiły 77,7% populacji. Ludność biała nielatynoska stanowi 15,4%, a osoby czarnoskóre lub Afroamerykanie – 5,1%. Pozostałe grupy rasowe, takie jak Azjaci czy rdzenni Amerykanie, stanowią mniejsze odsetki. Hrabstwo Frio charakteryzuje się również znaczącym odsetkiem (18,6%) osób urodzonych za granicą, co jest wartością wyższą niż średnia krajowa.
Mediana dochodu gospodarstwa domowego w hrabstwie Frio (dane z lat 2019-2023) wynosiła 60 098 dolarów. Jest to wartość niższa niż mediana dla całego Teksasu (73 039 USD). Według danych z lat 2019-2023, 25,6% mieszkańców żyło poniżej progu ubóstwa. Jest to wyraźnie wyższy wskaźnik niż średnia dla Teksasu (14,2%).

## Miejscowości
- Bigfoot
- Dilley
- Hilltop
- Moore
- North Pearsall
- Pearsall

## Drogi główne
- Autostrada międzystanowa nr 35
- U.S. Highway 57
- State Highway 85
- State Highway 173